# Göppingen Gö 4
Göppingen Gö 4 – niemiecki dwumiejscowy szybowiec szkolno-treningowy z końca lat 30. XX wieku, zaprojektowany przez Wolfganga Hüttera i Wolfa Hirtha, budowany w zakładach Schempp-Hirth. Charakteryzował się nietypowym dla ówczesnych konstrukcji układem miejsc obok siebie, co ułatwiało komunikację między instruktorem a uczniem.

## Historia
Prototyp Gö 4  został oblatany 30 listopada 1937 roku. Produkcję seryjną rozpoczęto w październiku 1938 roku w zakładach Sportflugzeugbau Göppingen Martina Schemppa. Ze względu na rosnące zapotrzebowanie, w 1938 roku zakład przeniesiono do Kirchheim unter Teck, gdzie kontynuowano produkcję. W 1938 roku jednostkową cenę szybowca szacowano na 3750 RM (bez przyrządów pokładowych). Do 1943 roku wyprodukowano około 100 egzemplarzy. Po wojnie, w latach 1951–1954, firma Wolf Hirth GmbH wznowiła produkcję, wytwarzając 21 egzemplarzy Gö 4.

### Göppingen Gö 4 w Polsce
Po zakończeniu II wojny światowej w Polsce zarejestrowano dwa egzemplarze tego szybowca. Egzemplarz z numerem fabrycznym 502 latał do 1950 roku ze znakami SP-028, egzemplarz nr 279 był użytkowany do 1955 roku ze znakami SP-442. Drugi egzemplarz rozważano jako bazę do budowy samolotu słabosilnikowego LWD Osa, z zamysły ostatecznie zrezygnowano. Po skreśleniu z rejestru statków powietrznych był eksponowany w Muzeum Techniki, następnie został wykorzystany do prób wytrzymałościowych na Wydziale Mechaniki Lotu Politechniki Warszawskiej, w trakcie których uległ zniszczeniu.

## Konstrukcja
Dwumiejscowy szybowiec w układzie wolnonośnego średniopłatu o konstrukcji drewnianej.
Kadłub półskorupowy o przekroju okrągłym kryty sklejką. Kabina załogi osłonięta osłoną, komplet przyrządów widoczny dla obu załogantów. Skrzydło z pojedynczym dźwigarem i dźwigarkiem pomocniczym o eliptycznym obrysie. Do dźwigara kryte sklejką, dalej płótnem. Skrzydła były wyposażone w płytowe hamulce aerodynamiczne Schempp Hirth. Kabina z miejscami obok siebie miała szerokość zewnętrzną 945 mm, co osiągnięto dzięki zastosowaniu wnęk w nasadach skrzydeł na ramiona załogi. Usterzenie poziome wzmocnione pojedynczym zastrzałem, o obrysie trapezowym, pionowe zmieniało się w trakcie produkcji – od szerokiego w prototypie do wąskiego i prostego w wersjach seryjnych. Od 1941 roku stosowano ster kierunku z wyważeniem aerodynamicznym. Podwozie jednotorowe składało się z przedniej płozy amortyzowanej krążkami gumowymi, pojedynczego koła głównego o wymiarach 380 x 150 mm i płozy ogonowej.

## Zachowane egzemplarze
Obecnie zachowanych jest kilka egzemplarzy szybowca Göppingen Gö 4, które znajdują się w muzeach oraz są utrzymywane w stanie lotnym przez kluby lotnicze:
- Göppingen Gö 4 III (D-6007) – przechowywany w Deutsches Museum w Oberschleißheim,
- Göppingen Gö 4 III (D-1084) – przechowywany w Deutsches Segelflugmuseum mit Modellflug w Wasserkuppe,
- Göppingen Gö 4 III (D-8184) – przechowywany w Fliegendes Museum w Kirchheim unter Teck,
- Göppingen Gö 4 II (OE-0104) – przechowywany w Aviaticum w Wiener Neustadt,
- Göppingen Gö 4 III (PH-209) – przechowywany w Stichting tot Behoud Oude Vliegtuigen w Hilversum,
- Göppingen Gö 4 III (OY-DXE) – przechowywany w Dansk Svæveflyver Union w Arnborg.

W Holandii użytkowano kilka innych egzemplarzy Göppingen Gö 4 (numery: PH-206, PH-207, PH-208, PH-210, PH-211), obecnie nie jest znany ich stan i właściciel.